# 神西清
神西 清（じんざい きよし、1903年11月15日 - 1957年3月11日）は、日本のロシア文学者、翻訳家、小説家、文芸評論家。

## 生涯
1903年、内務省の官吏の息子として東京市に生まれる。1910年、麹町の番町小学校に入学。父の転勤に伴って日本国内各地を転々とした末、父は台湾へ赴任。清も台湾の日本人学校に学ぶ。内向的で孤独な少年だった。1912年、父をマラリアで失う。
1916年、東京府立第四中学校（現在の東京都立戸山高等学校）に入学。このころ、母方の伯母を頼って北村家に同居。従兄の北村寿夫の影響で文学に親しむ。中学で、終生の友人竹山道雄と知り合う。
1920年、旧制第一高等学校に入学。堀辰雄と知り合う、親交は終生続き、堀の没後には全集の編集を担当した。建築家志望だったが、フランス象徴詩に熱中し、文学志望に転向。フランス語を独学する。このため一高を中退し、東京外国語学校露西亜語学科に入学。1925年、竹山や堀たちと共に同人誌「箒」を出し、戯曲、小説、詩を発表。
卒業後、1928年から1929年にかけて、北海道大学図書館に嘱託として勤務。1929年、東京電気日報社に移る。1931年、ソ連通商部を退職して文筆生活に入る。翻訳業のほか「雪の宿り」などの短編小説も多く発表した。後半生は鎌倉市に終生在住した。
戦後の文芸運動では、岸田國士らの雲の会に参加、チェーホフの戯曲訳を通じ文学座などの演劇活動に関わり、三島由紀夫、福田恆存、中村光夫らと鉢の木会の集いを持った。
1956年より舌癌の治療を受けていたが、病状が回復しないまま翌1957年に自宅で死去。53歳没。遺骨は没時まで在住していた鎌倉市山ノ内の東慶寺墓地に埋葬された。戒名は「徹心院文軒清章居士」。

## 作品・業績
アントン・チェーホフ、イワン・ツルゲーネフ、アレクサンドル・プーシキン、フセーヴォロド・ガルシン『紅い花』などロシア文学の他に、アンドレ・ジッド『田園交響楽』などのフランス文学の翻訳もある。特にチェーホフに関しては『桜の園』、『三人姉妹』、『かもめ』などが多くの演劇に用いられ、「全集」の完訳も手がけるほど入れ込んだ。
その死によって中途になったチェーホフ全集は、ロシア文学者の弟子池田健太郎、後輩原卓也らが、残りの編纂・翻訳の作業を引き継ぎ完成させた。「全集」（全16巻、中央公論社）の刊行に際し、劇作家でもある三島由紀夫は翻訳というより結婚というべき営みであると称えている。

## 受賞・栄典
- 1937年：翻訳の業績に対し第3回池谷信三郎賞を受賞。
- 1951年：『ワーニャ伯父さん』の翻訳で第2回芸術選奨文部大臣賞受賞。

## 家族・親族
- 父・神西由太郎(1866-1912) ‐ 内務省官吏。文官高等試験合格し、裁判所書記ののち福井参事官、島根事務官などを経て台湾に赴任し、赤痢に罹患、帰国後死去。[3]
- 母・止（しずか、1880-1931） ‐ 東京士族・岩崎衛生(医師)の五女。夫没後、７人の子持ちの実業家と再婚。清結婚の年に脳溢血で死去。
- 義父・木原猷胤（1869-1931） ‐ 母の再婚相手。東電系の帝国連合電球、日本電飾役員。[4][5]
- 妻・百合 ‐ 旧姓・田辺。長岡市出身。日本石油役員・今井藤次郎の娘に生まれ、田辺省三・ヤウ（母方叔母夫婦）の養女となる。長岡高等女学校卒。二女を儲けた。[6]
- 長女・神西敦子 ‐ ピアニスト、大学教員
- 従兄・北村寿夫 ‐ 母の姉・のぶの子。
- 従兄・周布兼道 ‐ 母の姉・貞子と男爵周布公平の子。
- 親戚・山本東次郎 ‐ 妻百合の養父の姉の夫[6]

## 著作
- 「神西清全集」（全6巻）文治堂書店、1961-1976

第1巻＝詩、小説・戯曲「鉄の門」「負けた人」「鎌倉の女」ほか
第2巻＝小説「恢復期」「青いポアン」「垂水」「母たち」ほか
第3巻＝小説「雪の宿り」「灰色の眼の女」「母の秋」「化粧」「鸚鵡」「死児変相」ほか
第4巻＝小説ほか「夜の鳥」「炎の井戸」「人魚」「少年」「午後の女」「地獄」ほか
第5巻＝評論　外国文学編
第6巻＝評論　日本文学編 - 第5・6巻は、単行版「神西清評論集（上下）」としても刊行されている。
- 『垂水 神西清作品集』山本書店 1942
- 『詩と小説のあいだ』白日書院 1947
- 『恢復期・垂水・見守る女・母たち』角川書店〈飛鳥新書〉1947、角川文庫 1956
- 『月が消えた話』小山書店 1949
- 『少年・地獄・母たち』大日本雄弁会講談社 1955、講談社ミリオン・ブックス 1956
- 『灰色の眼の女』中央公論社 1957、中公文庫 1976、解説三島由紀夫
- 『散文の運命』大日本雄弁会講談社 1957、解説中村光夫
- 『神西清詩集』東京創元社 1958、福永武彦編
- 『神西清 死児変相　日本幻想文学集成19』国書刊行会[7] 1993、池内紀編・解説
- 『雪の宿り 神西清小説セレクション』港の人 2008、石内徹編・解説

※没後半世紀を経て版権が切れ、著作・翻訳の多くが電子書籍で再刊

## 翻訳
- ドストイエフスキイ『永遠の夫』岩波文庫, 1932、改版1952、『永遠の良人』創元選書, 1948
- チェーホフ『犬を連れた奥さん』春陽堂, 1933、のち「可愛い女・犬を連れた奥さん」岩波文庫 1967、改版2004
- プーシキン『スペードの女王』岩波文庫, 1933
- トウルゲーネフ『散文詩』岩波文庫, 1933、改版1958（池田健太郎共訳）
- チェーホフ『シベリヤの旅 他三篇』岩波文庫, 1934
- ドストエーフスキイ『スタヴロギンの告白』作品社, 1934
- 『チエーホフの手帖』芝書店, 1934、創元選書, 1938、のち河出文庫、新潮文庫 復刊1993
- アンドレ・ジイド『田園交響楽』堀辰雄共訳 「全集」建設社, 1935、のち新潮文庫（単独訳） 改版2005ほか
- チェーホフ『決闘・妻』岩波文庫, 1936、復刊1990
- トゥルゲーネフ『娘への手紙』山本書店, 1936
- ガルシン『紅い花』岩波文庫, 1937、のち「紅い花 他四篇」1959、改版2006
- レスコフ『新世界文学全集 僧院の人々 年代記』河出書房, 1942
- プーシキン『ベールキン物語』岩波文庫, 1946、のち「スペードの女王・ベールキン物語」1967、改版2005
- ジャック・シャルドンヌ『ロマネスク』青磁社, 1946
- アファナーシェフ『お母さんの影 ろしあ民話選』河出書房, 1946、「火の鳥　ロシア民話選」岩波少年文庫, 1952
- 『プーシキン遺珠』創藝社, 1947
- プーシキン『侠盗記』世界文学社, 1948
- 『プーシキン短篇集』角川書店, 1948
- プーシキン『荘園ものがたり』世界文学社, 1948
- プーシキン『大尉の娘』岩波文庫 1948、改版2006ほか
- 『ドストイエフスキイ歴程』河出書房 1949
- レスコーフ『邪恋』養徳社 1949
- レスコーフ『僧院の人々』思索社 1949
- おのれ・ど・ばるざっく『おどけ草紙 こんと・どろらていく抄』穂高書房 1950 
  - 国書刊行会〈クラテール叢書〉1987、ドレ版画。解説中村真一郎
- レスコーフ『真珠の首飾り』岩波文庫 1951
- ドストエーフスキイ『虐げられた人々』中沢美彦共訳 角川文庫 1951
- 『ロシヤ恋愛小説集』羽田書店 1951
- シャルドンヌ『愛をめぐる随想』新潮社 1951、のち新潮文庫
- マルセル・エーラール『ロシヤ文学史』白水社 文庫クセジュ 1952
- ツルゲーネフ『はつ恋』新潮文庫 1952、度々改版
- プーシキン『ドゥブローフスキイ奇譚』角川文庫 1952
- チェーホフ『ヴァーニャ伯父さん』河出書房 1952
- エルザ・トリオレ『マヤコーフスキイ 詩と思い出』創元社 1952
- バジョーフ『石の花』創元社・世界少年少女文学全集 1953
- ゴーリキイ『どん底』河出書房 1954、角川文庫 1957
- 『イーゴリ軍記』河出書房〈世界文学全集 古典篇 ロシヤ古典篇〉1954
- スローニム『ロシア文学史』池田健太郎共訳 新潮社 1957
- スローニム『ソビエト文学史』池田健太郎共訳 新潮社 1958
- 『チェーホフ戯曲集』中央公論社 1957
- 『チェーホフ小説集』中央公論社 1958
- チェーホフ『かもめ・ワーニャ伯父さん』新潮文庫 1967、改版2004ほか
- チェーホフ『桜の園・三人姉妹』新潮文庫 1967、改版2011ほか
- チェーホフ『カシタンカ・ねむい　他七篇』岩波文庫 2008

各・元版は「全集」中央公論社、他に「新潮世界文学23　チェーホフ」新潮社 1969（一部作品）　
- プーシキン作品は「全集4 小説」に集成、河出書房新社 1972

## 資料文献
- 『人物書誌大系23　神西清』 石内徹編、日外アソシエーツ, 1991
- 『神西清蔵書目録』 石内徹編、日本図書センター, 1993
- 『神西清日記 Ⅰ・Ⅱ』 石内徹編、クレス出版, 2000-2005 - 日記は一部で原本写本
- 『複製　神西清翻訳原稿Ⅰ　チェーホフ作「桜の園」』石内徹編、神西清研究会、2006
- 『複製　神西清翻訳原稿Ⅱ　チェーホフ作「ヴーニャ伯父さん」』石内徹編、神西清研究会、2007
- 『複製　神西清翻訳原稿Ⅲ　チェーホフ作「三人姉妹」』石内徹編、神西清研究会、2007
- 石内徹『神西清文藝譜』港の人, 2010
- 石内徹『神西清文業瑣記』神西清研究会、2011
- 小林実『神西清の散文問題』春風社, 2019
- 遠藤周作「神西清先生のこと」-『遠藤周作全集13』に収録、新潮社, 2000